# Olympische Sommerspiele 1956/Teilnehmer (Japan)
| Gelbes Symbol für Goldmedaillen mit stilisierten Olympischen Ringen | Graues Symbol für Silbermedaillen mit stilisierten Olympischen Ringen | Braundes Symbol für Bronzemedaillen mit stilisierten Olympischen Ringen |
| ------------------------------------------------------------------- | --------------------------------------------------------------------- | ----------------------------------------------------------------------- |
| 4                                                                   | 10                                                                    | 5                                                                       |

Japan nahm an den Olympischen Sommerspielen 1956 in Melbourne mit einer Delegation von 110 Athleten (94 Männer und 16 Frauen) an 71 Wettkämpfen in 13 Sportarten teil. Am erfolgreichsten war die Nation in den Turnwettbewerben, Takashi Ono gewann allein fünf Medaillen.  Auch im Schwimmen und Ringen wurden Gold und Silber gewonnen. Fahnenträger bei der Eröffnungsfeier war der Ringer Shōzō Sasahara.
Fünf Monate zuvor nahm Japan bereits an den Olympischen Reiterspielen in Stockholm mit zwei Reitern teil, sie konnten keine Medaille gewinnen.

## Teilnehmer nach Sportarten

### Basketball
Männer
- 10. Platz
- Riichi Arai
- Manabu Fujita
- Kenichi Imaizumi
- Takashi Itoyama
- Hitoshi Konno
- Setsuo Nara
- Tetsuro Noborisaka
- Reizo Ohira
- Hiroshi Saitō
- Shutaro Shoji
- Takeo Sugiyama

### Boxen
Männer
- Toshihito Ishimaru
- Shinichiro Suzuki
- Kenji Yonekura

### Fechten
Männer
- Masayuki Sano

### Fußball
Männer
- Achtelfinale
- Yoshio Furukawa
- Ryūzō Hiraki
- Isao Iwabuchi
- Tadao Kobayashi
- Waichirō Ōmura
- Michihiro Ozawa
- Hiroaki Satō
- Yasuo Takamori
- Masanori Tokita
- Masao Uchino
- Shigeo Yaegashi
- Yukio Shimomura
- Isamu Kinoshita
- Takashi Takabayashi
- Kakuichi Mimura
- Taizo Kawamoto
- Ken Naganuma
- Akira Kitaguchi

### Gewichtheben
Männer
- Yukio Furuyama
- Yoshio Nanbu
- Kenji Ōnuma
- Hiroyoshi Shiratori
- Takahiro Yamaguchi

### Leichtathletik
| Männer - Kanji Akagi - Hideo Hamamura - Kurao Hiroshima - Yukio Ishikawa - Fumio Kamamoto - Yoshiaki Kawashima - Akira Kiyofuji - Teruji Kogake - Yoshio Kojima - Yoshitaka Muroya - Keiji Ogushi - Kōji Sakurai - Hiroshi Shibata - Yoshiro Sonoda - Shigeharu Suzuki - Masaji Tajima - Kyohei Ushio | Frauen - Kō Nakamura - Yoriko Shida - Yoshie Takahashi |

### Radsport
Männer
- Tetsuo Ōsawa

### Reiten
- Kōichi Kawaguchi
- Kunihiro Ohta

### Ringen
Männer
- Tadashi Asai
- Minoru Iizuka
- Mitsuo Ikeda
Gold  Weltergewicht Freistil
- Shigeru Kasahara
Silber  Leichtgewicht Freistil
- Kazuo Katsuramoto
- Saburo Nakao
- Mitsuhiro Ohira
- Shōzō Sasahara
Gold  Federgewicht Freistil

### Rudern
Männer
- Toshiji Eda
- Masao Hara
- Yoshiki Hiki
- Takashi Imamura
- Yozo Iwasaki
- Junichi Kato
- Sadahiro Sunaga
- Yasuhiko Takeda
- Yasukuni Watanabe

### Schießen
- Choji Hosaka
- Yukio Inokuma
- Tokusaburo Iwata
- Ujitoshi Konomi
- Tomokazu Maruyama
- Yoshihide Ueda

### Schwimmen
| Männer - Yukiyoshi Aoki - Masaru Furukawa Gold 200 m Brust - Keiji Hase - Takashi Ishimoto Silber 200 m Schmetterling - Manabu Koga - Hideo Ninomiya - Yoshiro Noda - Koji Nonoshita - Hiroshi Suzuki - Atsushi Tani - Kazuo Tomita - Seizaburo Yagi - Tsuyoshi Yamanaka Silber 400 m Freistil Silber 1500 m Freistil - Masahiro Yoshimura Silber 200 m Brust | Frauen - Hitomi Jinno - Yukiko Otaka - Yoshiko Sato - Setsuko Shimada - Eiko Wada |

### Turnen
| Männer - Nobuyuki Aihara Silber Mannschaftsmehrkampf Silber Boden - Akira Kono Silber Mannschaftsmehrkampf - Masami Kubota Silber Mannschaftsmehrkampf Silber Barren Bronze Ringe - Takashi Ono Silber Einzelmehrkampf Silber Mannschaftsmehrkampf Bronze Barren Gold Reck Silber Seitpferd - Masao Takemoto Silber Mannschaftsmehrkampf Bronze Barren Bronze Ringe Bronze Reck - Shinsaku Tsukawaki Silber Mannschaftsmehrkampf | Frauen - Mitsuka Ikeda - Kyoko Kubota - Shizuko Sakashita - Suzuko Seki - Kazuko Sogabe - Keiko Tanaka |

### Wasserspringen
| Männer - Yutaka Baba - Ryo Mabuchi | Frauen - Hatsuko Hirose-Kawai - Kanoko Tsutani |